# Ioan Emil Kett-Groza
Ioan Emil Kett-Groza (n. 3 august 1941, Arad), este un pictor și grafician român, absolvent al Facultății de Arte Plastice, Universitatea de Vest, Timișoara, clasa profesor Luca Adalbert, promoția 1966

## Biografie
- Lucrările sale au fost expuse în numeroase expoziții colective și individuale, atât în țară cât și peste hotare[1].

## Expoziții Personale
- 2021 - A Optzecea Treapta pe Scara Existentei Mele - Galeria Nationala Delta a U.A.P.; Arad, Romania
- 2018, 2012 - Muzeul de Arta; Arad, Romania
- 2015 - Casa Artelor; Pecs, Ungaria
- 2015 - Centrul Cultural Roman; Szeged, Ungaria
- 2014 - Galeria "Folyoso"; Budapesta, Ungaria
- 2011 - Castelul Breda Arhivat în 23 octombrie 2015, la Wayback Machine., Millenaris Park; Budapesta, Ungaria
- 2010 - 2009 - Jelen Haz; Arad, Romania
- 2008, 2006, 2002, 1995 - Galeria EDE; Szeged, Ungaria; Galeria Nationala Delta a U.A.P.; Arad, Romania
- 2007 - Casa Artelor; Oroshaza, Ungaria
- 2004 - Agadir, Maroc
- 2003 - Amadeus Kavehaz; Oroshaza, Ungaria
- 2002 - Varosi Keptar; Oroshaza, Ungaria
- 1994 - Ratingen, Germania[nefuncțională – arhivă]
- 1994 - Galeria First; Timisoara, Romania
- 1991 - Volkshochschule; Ludwigshafen, Germania
- 1986, 1981, 1977, 1974 - Galeria Alfa a U.A.P.; Arad, Romania
- 1988 - Galeria Oraseneasca; Deva, Romania

## Expoziții Colective
- 2021 - Bienala Internationala de Pictura, Grafica, Sculptura "Meeting Point" - Galeria Nationala Delta a U.A.P.; Arad, Romania
- 1970-2020 - Salonul I de Arta a U.A.P.; Arad, Romania
- 2019, 2017, 2015, 2013, 2011, 2009, 2007 - Bienala Internationala de Arte "Meeting Point"; Arad, Romania
- 2019 - Salonul National de Plastica; Mica Braila, Romania
- 2018 - Impresione in Cartis; Latina, Italia
- 2018 - Romania 100 - Galeria Nationala Delta a U.A.P.; Arad, Romania
- 2018 - Artele Vizuale la Centenar - Galeria Nationala Delta a U.A.P.; Arad, Romania
- 2017 - Salonul Maestrilor - Galeria Nationala Delta a U.A.P.; Arad, Romania
- 2015 - Expozitia de Group - Galeria IX-XI; Budapesta, Ungaria
- 2014 - Expozitia Internationala "Caramida de Hartie" - Galeria Nationala Delta a U.A.P.; Arad, Romania
- 2014 - Bienala Internationala de Grafica - Galeria Nationala Delta a U.A.P.; Arad, Romania
- 2012 - Bienala Internationala de Grafica - Galeria Nationala Delta a U.A.P.; Arad, Romania
- 2012 - Expozitia de Grup Centrul Cultural Roman - Budapesta, Ungaria
- 2012 - Pecs, Ungaria
- 2012 - Pilsen, Republica Ceha
- 2011 - Expozitia Artistilor Plastici Aradeni; Lendva, Slovenia
- 2009, 2007 - Bienala de Arte Vizuale; Piatra Neamt, Romania
- 2008 - Expozitia Filialei U.A.P. Arad; Sevilla, Spania
- 2006, 2005, 2004, 2003, 1981 - Oroshaza, Ungaria
- 2006 - Budapesta, Ungaria
- 2005 - Bienala de Arta Contemporana Internationala - Galeria Nationala Delta a U.A.P.; Arad, Romania
- 2005 - Pecs, Ungaria
- 2004 - Zemun, Serbia
- 2004 - Kruishoutem, Belgia
- 2004 - Madrid, Spania
- 2002 - Expozitia de Arta Fara Frontiere; Oroshaza, Ungaria
- 2000, 1999, 1987, 1985, 1983 - Marostica, Italia
- 2000 - Heidelberg, Germania
- 2000, 1998, 1988 - Vercelli, Italia
- 1999 - Expozitia de Grup Arta Romaneasca; Torri del Benaco, Italia
- 1998 - Expozitia Filialei U.A.P. Arad; Rimini, Italia
- 1997 - Kaposvar, Ungaria
- 1995 - Lübeck, Germania
- 1994, 1991 - Gyula, Ungaria
- 1991 - Istanbul, Turcia
- 1988 - Bienala Nationala de Desen - Galeria Nationala Delta a U.A.P.; Arad, Romania
- 1988 - Subotica, Serbia (Jugoslavia)
- 1987, 1986, 1985 - Montreal, Canada
- 1987 - Expozitia Filialei U.A.P. Arad - Sala Dalles; Bucuresti, Romania
- 1983 - Bekescsaba, Ungaria
- 1981 - Expozitia Filialei U.A.P. Arad; Kaposvar, Ungaria
- 1981 - Expozitia Filialei U.A.P. Arad; Sibiu, Romania
- 1981 - Muzeul Gyula; Gyula, Ungaria
- 1981 - Tokyo, Japonia
- 1979 - Expozitia Filialei U.A.P. Arad; Oroshaza, Ungaria
- 1972 - Expozitia Filialei U.A.P. Arad; Zrenjanin, Serbia (Jugoslavia)
- 1977 - Expozitia Filialei U.A.P. Arad; Szarvas, Ungaria

## Premii
- 1999 - Premiul Pentru Pictura Suprarealistă al U.A.P. Arad;  Arad, Romania
- 2006 - Premiul Pentru Contribuție Grafică al Asociației Culturale Kolcsei; Arad, Romania
- 2008 - Premiul de Excelenta al Primariei Arad Pentru Activitate Artistica
- 2008 - Premuil de Excelenta Pentru Intreaga Activitate Artistica al U.A.P. Arad; Arad, Romania
- 2008 - Premiul Pentru Pictura a Asociatiei Pro Urbe Arad; Arad, Romania
- 2017 - Premiul Special al Asociatiei "Filiala din Arad" al U.A.P.; Arad, Romania

## Participări Tabere de Creație
- 1997 - Nădlac, Romania
- 1981 - Dawfok, Ungaria
- 1984,1996 - Lovasbereny, Ungaria
- 1995 - Gyoparos, Ungaria
- 1997, 1998, 1999, 2000, 2001 - Oroshaza, Ungaria

- Lucrări în colecții de stat și particulare: în România, Ungaria, Germania, Italia, Suedia,

- Finlanda, Turcia, Cehia, Slovacia, Iugoslavia, U.S.A., Maroc, China.